# Stibara tricolor
Stibara tricolor är en skalbaggsart som först beskrevs av Fabricius 1793. Stibara tricolor ingår i släktet Stibara och familjen långhorningar.
Artens utbredningsområde är:
- Laos.
- Myanmar.

Inga underarter finns listade i Catalogue of Life.